# DreamHack Winter 2013
2013 DreamHack SteelSeries Counter-Strike: Global Offensive Championship, mer känd som DreamHack Winter 2013 var en Counter-Strike: Global Offensive-turnering som hölls i Jönköping på Dreamhack 2013. Turneringen var den första Counter-Strike: Global Offensive turneringen att sponsras av Valve. Turneringen hade en prispott på 250 000 dollar. Tittarsiffrorna mättes till 145 000 tittare vid ett givet tillfälle på Twitch och inne i spelet.

## Turneringen

### Deltagare
16 lag deltog i turneringen varav de sex bästa lagen från tidigare turneringar var direktkvalificerade till och resterande tio fick kvala sig fram. Storfavoriterna i turneringen var svenska Fnatic och Ninjas in Pyjamas. Även franska VeryGames var en stor favorit utanför Sverige.

### Resultat
Det svenska laget Fnatic vann turneringen efter att ha slagit det andra svenska laget Ninjas in Pyjamas i finalen. Fnatic var därmed det första laget att vinna en major i Counter-Strike: Global Offensive. Prispotten var även den största vid tillfället någonsin inom CS:GO och den mest sedda turneringen fram tills nästa major, ESL One Katowice 2014.